# Angélique Namaiková
Angélique Namaika (* 11. září 1967, Konžská demokratická republika) je augustiniánská řádová sestra v Demokratické republice Kongo.
Sestra Angélique pomáhá v Kongu od roku 2008 ženám zneužitých Armádou božího odporu. V roce 2013 jí byla udělena Nansenova cena, kterou každoročně uděluje Úřad vysokého komisaře OSN pro uprchlíky. Její Centrum pro opětovné začlenění a podporu rozvoje se nachází v Dungu na severovýchodě Demokratické republiky Kongo. V něm pro postižené ženy pořádá kurzy čtení a psaní, vaření, pečení a šití. Centru se podařilo začlenit zpět do života přes 2000 žen. Provozuje i sirotčinec.